# Преден зъбчат мускул
Предният зъбчат мускул (на латински: Musculus serratus anterior) е голям плосък мускул, покриващ страничната стена на гръдния кош. Задната му част е покрита от лопатката и прилежащите ѝ мускули, а отпред е покрит отчасти от m. pectoralis major.е

## Разположение
Разполага в предностраничния отдел на гръдната стена. Горната му част е покрита от Musculus pectoralis major, долната лежи по върхностно, покрита от гръдната фасция (Fascia pectoralis). Мускулът започва с осем-девет зъбци от външната повърхност на осемте-деветте ребра и от сухожилната дъга между I и II ребра. Насочвайки се назад и нагоре, покрива външната повърхност на ребрата, минава под лопатката и се захваща по нейния медиален ръб и за долния ѝ ъгъл. Най-голямо развитие достигат онези снопчета на мускула, които се захващат в областта на долния ъгъл на лопатката.
1. ↑  В. Ванков, Вл. Овчаров – „Анатомия на човека“ – 12-о издание – АРСО – София 2013 (стр. 198)
2. ↑  Р. Д. Синелников – Атлас по анатомия на човека ТОМ 1 – СофтПрес – София, 2010